# 茲納姆揚卡 (赫爾松區)
茲納姆揚卡（烏克蘭語：Знам'янка），又按俄语名译为兹纳缅卡（俄语：Знаменка），是烏克蘭南部赫爾松州赫尔松区比洛泽尔卡市镇内的村落。面積0.74平方公里，海拔高度10米，2001年人口136，人口密度每平方公里184.3人。